# Козырчиков, Роман Олегович
Рома́н Оле́гович Козы́рчиков (род. 23 июля 1988, Бутка) — российский драматург, многократный победитель конкурсов драматургии.

## Биография
Родился в селе Бутка Талицкого района Свердловской области. В 1990-е годы семья жила в посёлке Троицкий, отец работал на деревообрабатывающем предприятии, а мать — учителем математики в школе. Кроме сына они воспитывали дочь, старшую сестру Романа. После окончания школы с золотой медалью по настоянию родителей поступил в Академию госслужбы. Для собственной отдушины участвовал в  бывшем при академии студенческом театре, а на пятом курсе бросил обучение и поступил в мастерскую Николая Коляды на отделении «Литературное творчество» Екатеринбургского государственного театрального института в 2012 году. 
В течение трёх лет года работал в Центре современной драматургии (Екатеринбург), для чего брал академический отпуск. В начале 2021 года всё ещё был студентом пятого курса ЕГТИ.
Пьесы Козырчикова входили в шорт-листы: «Фотки» — Международного конкурса драматургов «Евразия-2013», а также отмечена отборщиками фестиваля «Любимовка» (2013), «Река» и «Собаки» — Международного конкурса драматургов «Евразия-2014», «Я — Жюстин» — «Евразия-2015» и Биеннале современной драматургии «Свободный театр» (2015), «Тихий свет» — премии современной драматургии «Кульминация» (2020), «Русская сказка» — Независимого Международного конкурса современной драматургии «Исходное событие — XXI век» (2020).

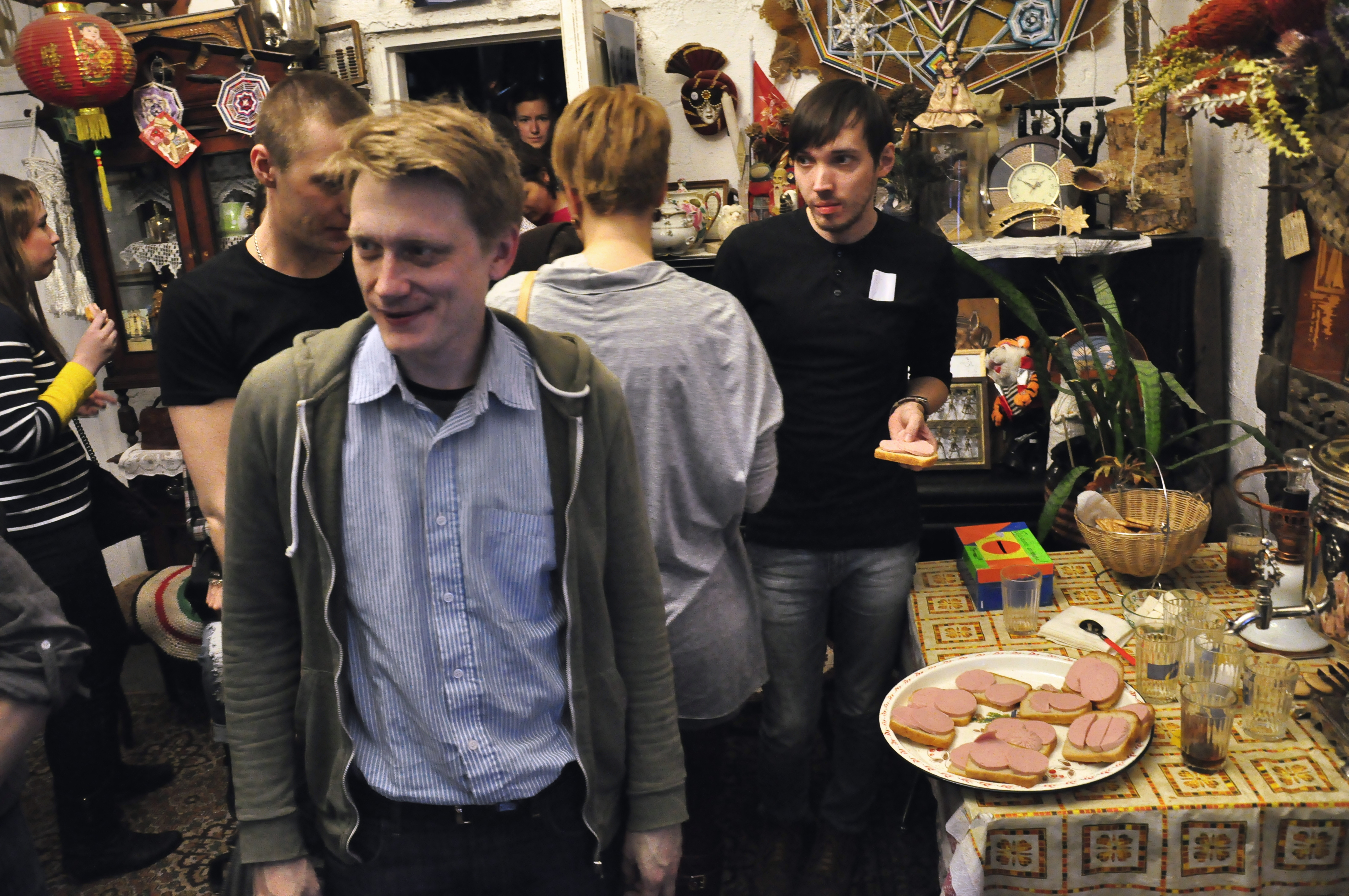
В антракте театрального марафона «Коляда-театра», март 2014
(крайний справа)

Сочинения драматурга публиковались в журналах: «Урал», «Happy», пьеса «Спутники и кометы» включена в англоязычную антологию «Современные квир-пьесы русских драматургов» / Contemporary Queer Plays by Russian Playwrights в переводе инициатора издания, филолога Татьяны Клепиковой. Победившая на «Кульминации» пьеса «Русская сказка» вошла в сборник Союза театральных деятелей РФ «Сюжеты» № 37. Пьесы Козырчикова — участники читок на театральных фестивалях и марафонах.
Р. Козырчиков сотрудничает с Театральной платформой «В центре» Ельцин Центра. В компании с тремя другими драматургами с ноября 2020 года задействован в экспериментальном интерактивном спектакле платформы «Я пишу для букваря…» / Plug and Play, включённого в обменные гастроли в Центре имени В. Мейерхольда осенью 2021 года и участника XV театрального фестиваля «Камерата-2021» (Челябинск).
В 2021 году включён в число «ридеров» конкурса пьес об эпохе 90-х годов «Зачем я это помню», проводимого Фондом «Президентский центр Б. Н. Ельцина». Участвовал в Драмабатле М vs Ж в рамках Екатеринбургского книжного фестиваля и в съёмках 1 серии проекта Карена Шаиняна «Квирография».
В 2022 году его собственный проект полнометражного фильма «Русская сказка» в соавторстве с режиссёром Антоном Елисеевым стал победителем Федерального конкурса кинодебютов «Региональное кино России».

## Пьесы
Почему именно подростки чаще всего становятся героями моих пьес? Не знаю.
Я сам себя до сих пор ощущаю подростком, который  очень старается стать взрослым.
- «Собаки» (2013)
- «Фотки» (2013)
- «Река» (2014)
- «Я — Жюстин» (2015)
- «Спутники и кометы» (2018)
- «Бибинур» (2019)
- «Тварь» (2019)
- «Тихий свет» (2019)
- «Русская сказка» (2020)
- «Хорошая девочка Лида» (2020)
- «Секрет» (2022)

## Театр
- 2014 — «Фотки», эскиз в рамках лаборатории «За!Текст»[1]
- 2014 — «Собаки», сценическая читка на театральном марафоне в «Коляда-театре» (2014)[1]
- 2014 — «Река», сценическая читка на театральном марафоне в «Коляда-театре»; эскиз в рамках лаборатории «За!Текст»[1]
- 2015 — «Я — Жюстин», эскиз спектакля в Центре современной драматургии, режиссёр Д. Зимин[37]
- 2019 — «Спутники и кометы», Театр «ТУТ» (Екатеринбург), режиссёры К. Великая и Д. Неустроев[38]
- 2019 — «Тихий свет», «Коляда-театр», режиссёр А. Сысоев[39]
- 2020 — «Бибинур», «Коляда-театр», режиссёры А. Сысоев и Н. Коляда[40]
- 2021 — «Русская сказка», эскиз спектакля в Тюменском драматическом театре, режиссёр А. Любимов[41]
- 2021 — «Русская сказка», эскиз спектакля на фестиваль современного искусства «Территория. Красноярск», режиссёр А. Малеванова[42]
- 2021 — «Хорошие девочки» по пьесе «Хорошая девочка Лида», «Коляда-театр», режиссёр Б. Пивоваров[43]
- 2022 — «Секрет», Учебный театр ЕГТИ, режиссёр Е. Шихова[44]
- 2022 — «Тварь», Театр «ТУТ» (Екатеринбург), режиссёр М. Гапченко[45]
- 2022 — «Тихий свет» / Tiha scetlost, Областной театр в Нови-Пазаре (Сербия), режиссёр Н. Радулович[46]
- 2023 — «Драма номер один» (сценические монологи по пьесам «Бибинур», «Тварь»), Драма номер три, режиссёр Александр Балыков[47]
- 2023 — «Одинокий голос» (моноспектакль по пьесе «Тварь»), «Коляда-театр», режиссёр Михаил Гончаров[48]
- 2023 — «Письма в никуда» (монологи по одноактным пьесам), «Коляда-театр», режиссёры Надежда Щёкина, Александра Шершнёва[49]

## Фильмография
Сценарист
- 2017 — Я Жюстин (короткометражный)[50]
- 2021 — Хорошая девочка Лида (короткометражный; совместно с А. Елисеевым)[комм. 5]
- 2023 — Русские сны[52]

## Награды
- первое место на XVII Международном конкурсе драматургов «Евразия-2019» в номинации «Новая уральская драма» — за пьесу «Тихий свет»[53];
- специальный диплом на  XVIII Международном конкурсе драматургов «Евразия-2019» в номинации «Новая уральская драма» — за пьесу «Русская сказка»[54];
- первое место на V конкурсе современной драматургии «Кульминация» (2020) — за пьесу «Русская сказка»[55][56].

## Критика
«Я — Жюстин»

Исключительно вопросом исследования любви занимается Роман Козырчиков в пьесе «Я — Жюстин»<…>. Здесь нет актов, есть «главы», что, безусловно, настраивает восприятие на определённый лад. Кроме того, отдельные фрагменты внутреннего монолога (а точнее исповеди) главного героя являются, по сути, стихотворениями в прозе. И такая форма вполне оправдана предметом: первая любовь, вымышленная и идеальная, шквал случайных связей в периоды отчаянья, больное, но уже настоящее и зрелое чувство — разговор на такие темы требует особого языка.
— Елена Соловьёва, «Современная драматургия» № 4 2015
«Тихий свет»

В этом тексте автор тончайшим образом соединяет бытовое и чудесное, жизненное и житийное.<…> Помимо ужаса и красоты, пьеса полна остроумных шуток, которые снижают уровень пафоса, давая зрителю временную передышку. Но за внешним смехом и хмельным  угаром скрываются человеческая боль, невозможность любви, тоска по Богу.
— Мария Зырянова, «Культура Урала» № 4 2020
«Секрет»

Роман Козырчиков, известный уже в театральных кругах драматург, написал прекрасный текст, глубокий, атмосферный, тонко нюансированный. И очень адресный: для юной аудитории. Главный герой, 14-летний  подросток, переживает, с внешней точки зрения, может быть, и не очень значительные события, но только с внешней. Всё происходит между словами…<…> Типично колядовская тема: люди — существа в большинстве своём смешные и противные, а  «поскреби» их до  душевной сути, и картина будет совсем другой.
— Галина Брандт, «Культура Урала» № 7 2022
Театровед Лидия Григорьева предрекает изучение драматургии Романа Козырчикова на театроведческих факультетах. 
… он — скромный художник, ласково и поэтично пишущий о русском одиночестве и русской нелюбви.
Драматург тяготеет к поэтическому стилю и эпическому жанру, вписываясь, таким образом, в традицию эпизации драмы, что проявляется прежде всего в увеличении значения ремарки. Мы давным-давно научились делить пьесу на два мира — условно авторский и условно персонажный, но ремарка у Козырчикова расширяется до микрокосма. Под знакомым курсивом найдётся та самая область личного, невыговариваемого или же нереального, фантастического.Лидия Григорьева, Блог «ПТЖ» июль 2022

## Комментарии
1. ↑  По автобиографическим данным родился в посёлке Троицкий Талицкого района Свердловской области[1].
2. ↑  Речевые приёмы, предикаты, используемые драматургом, в числе других рассматриваются в диссертации Пэнлиня Цзя «Репродукция речевого диалогического взаимодействия в текстах пьес молодых драматургов Урала» (2019)[24].
3. ↑  Четыре драматурга — также Мария Конторович, Алексей Синяев и Алексей Еньшин — на ходу придумывают сюжет, тему которого задали зрители. Артисты импровизируют, одна пара драматургов пишет ремарки, видимые артистам и зрителям. Другая в параллель с этим раскрывает персонажей и историю, насколько позволяют внешние сюжетные ходы. Изначальная история часто очень сильно меняется[28].
4. ↑  Премьера фильма под названием «Русские сны» состоялась в 2023 году на фестивале «Пример интонации»[35].
5. ↑  Лушая короткометражная картина на открытом российском фестивале «Кинотавр-2021»[51].